# Wilhelm Müller (Politiker, 1758)
Johann Friedrich Wilhelm Müller (* 30. Mai 1758 in Sachsenhausen; † 4. November 1817 ebenda) war ein deutscher Bürgermeister und Politiker.

## Leben
Müller war der Sohn des Bürgermeisters in Sachsenhausen Johann Conrad Daniel Müller (* 9. April 1706 in Sachsenhausen; † 30. Dezember 1785 ebenda) und dessen Ehefrau Anna Maria geborene Scheidt (getauft 30. Juli 1732 in Sachsenhausen; begraben 8. April 1803 ebenda). Er war evangelisch und heiratete am 16. April 1782 in Wetterburg Anna Louise Frautschi (Frautschy) (* 21. Mai 1764 in Wetterburg; † 11. Februar 1803 („nach der (8.) Entbindung“) in Sachsenhausen), die Tochter des Peter Frautschi (Frautschy) und der Marie Elisabeth Rennow. In zweiter Ehe heiratete er Christina Maria Catharina Renno (* 4. Juni 1772 in Wohra, Landgrafschaft Hessen; † 11. September 1843 in Sachsenhausen). Die Tochter aus erster Ehe Marie Wilhelmine heiratete Conrad Hentze.
Mülle war 1790 Pfennigmeister in Sachsenhausen. Von Herbst 1800 bis Herbst 1801, von Herbst 1810 bis Herbst 1812 und von Herbst 1814 bis März 1815 war er dort auch Bürgermeister. 1816 war er vermutlich Vertreter des Bürgermeisters. Als Bürgermeister war er vom 15. Februar 1814 bis 1815 Mitglied des Landstandes des Fürstentums Waldeck. 1816 war er zeitweise Vertreter des Landstands Conrad Döhne auf dem Landtag.